# Centromerus bonaeviae
Centromerus bonaeviae är en spindelart som beskrevs av Brignoli 1979. Centromerus bonaeviae ingår i släktet Centromerus och familjen täckvävarspindlar. Inga underarter finns listade i Catalogue of Life.